# Игуманија Јелена (Станковић)
Јелена (световно Биљана Станковић; Босанска Крупа, 30. јун 1976) монахиња је Српске православне цркве и игуманија Манастира Драче.

## Биографија
Игуманија Јелена (Станковић) рођена је 30. јуна 1976. године у Босанској Крупи од честитих родитеља Милана и Зорке. Основно образовање, стекла је Босанској Крупи и средњу гимзназију. На крштењу је добила име Јелена.
Завршила је Педагошки факултет Универзитета у Новом Саду, 2004. године. Свој монашки пут започиње у Манастиру Драчи код Крагујевца, где долази 2. јуна 2005. године ка искушеница под руководством игуманије Пелагије Бековац. По препоруци мати Пелагије после три и по године искушеништва епископ шумадијски Јован Младеновић 14. јула 2007. године монашки искушеницу Биљану давши јој име Јелена.
Након упокојења игуманије Пелагије (Бековац), а на предлог епископа шумадијскога Јована изабрана је за игуманију Манастира Драче. 28. јануара 2012. године где успешно руководи сестринством 11 година.